# Brzęczkowice (gmina)
Brzęczkowice – dawna gmina wiejska istniejąca w latach 1922–1945 w woj. śląskim i katowickim (dzisiejsze woj. śląskie). Siedzibą władz gminy były Brzęczkowice (obecnie dzielnica Mysłowic).
Jako gmina jednostkowa gmina Brzęczkowice funkcjonowała za II Rzeczypospolitej od 22 czerwca 1922 w powiecie katowickim w woj. śląskim; 1 lipca 1924 wcielono do niej obszar dworski Brzęczkowice. W związku z reformą gminną po II wojnie światowej gminę jednostkową Brzęczkowice włączono 1 grudnia 1945 włączona do miasta Mysłowice.
W Dzienniku z 1951 mówiącym o utworzeniu powiatu miejskiego Mysłowice istnieje niefortunny zapis o składzie tegoż powiatu: mieście Mysłowice i zniesionych gminach Brzezinka i Brzęczkowice, tak jakby obie te gminy miały być zniesione w 1951 roku, choć zniesienie w 1951 roku dotyczyło tylko gminy Brzezinka. Zamieszania przysparza jeszcze fakt, iż w tym samym rozporządzeniu zniesiono jeszcze kilka innych gmin, a które opisano identycznym wyrażeniem. W rzeczywistości gmina Brzęczkowice nie funkcjonowała od jej zniesienia 1 grudnia 1945 i nie figuruje już na późniejszych spisach i mapach. (Porównaj też: gmina Kłodnica)